# Fernando Valenzuela
Fernando Valenzuela Anguamea (Etchohuaquila, Sonora, 1 de noviembre de 1960-Los Ángeles, California; 22 de octubre de 2024), conocido como Fernando el Toro/el Torito Valenzuela, fue un beisbolista mexicano que jugó en las Ligas Mayores 17 temporadas desde 1980 a 1997, con seis equipos, el primero fue Dodgers de Los Angeles; aquí destacó como pitcher zurdo para lanzar y batear. Su récord en su carrera de ganados y perdidos fue de 173-153, con un promedio de carreras limpias (ERA) de 3.54 en Ligas Mayores. Notable por su heterodoxa forma de lanzar, fue uno de los pocos pitchers que dominaba el lanzamiento de screwball (tirabuzón), siempre fue un lanzador duro, y los Dodgers sentían que él necesitaba otro lanzamiento. Aprendió a lanzar el screwball en 1979 de su compañero de equipo Roberto "Babo" Castillo.
Valenzuela jugó, después de recibir el apoyo de Carlos Gabriel Martínez el Chivo, con los Tuzos de Guanajuato cuando éstos eran parte de la Liga Central Mexicana de Beisbol. Fue contratado por los Dodgers el 6 de julio de 1979 y debutó más tarde en la temporada de 1980. En 1981 llegó el fenómeno llamado Fernandomanía, de donde pasó de un bajo perfil a una superestrella del deporte. Ganó sus primeros ocho juegos en línea (cinco de ellos por blanqueada). Valenzuela terminó con récord de 13-7 y un promedio de carreras limpias de 2.48. Esta temporada fue recortada por la huelga de peloteros. Es el primero y hasta ahora el único jugador en ganar ambos premios: Cy Young otorgado al mejor pitcher y el de Novato del Año en la misma temporada en la Liga Nacional.
Es el pitcher con mejor estadística desde la temporada 1981 hasta 1986. Fue nominado por la Liga Nacional al Juego de Estrellas en cada temporada y ganó 21 juegos en la temporada de 1986, perdiendo su segundo Cy Young ante Mike Scott, de los Astros de Houston. Es uno de los mejores pitchers bateadores de su era. Tiene diez jonrones en su carrera y fue ocasionalmente utilizado por el mánager de Los Angeles Dodgers, Tommy Lasorda, como un pitcher bateador. El ocaso de la carrera con los Dodgers comenzó con la disminución de su efectividad debido a una lesión en su hombro que empezó a dar problemas. Estuvo en la Serie Mundial de los Dodgers en 1988, pero no jugó en la postemporada debido al hombro lesionado. El 29 de junio de 1990, lanzó su único juego sin hit ni carrera en las Ligas Mayores contra St. Louis Cardinals, ganando 6-0 Este juego fue notable por haber sido el segundo juego sin hit ni carrera de ese día. Más temprano, el pitcher derecho Dave Stewart de Oakland Athletics había dejado sin hit ni carrera a Toronto Blue Jays, en Toronto, Ontario, Canadá y ganando 5-0. Este ha sido el único momento en la historia de las Ligas Mayores que hubo dos juegos sin hit ni carrera el mismo día. Posteriormente después de esa temporada, Valenzuela fue dejado en libertad por los Dodgers. Continúa su carrera en la Liga Americana con California Angels, Baltimore Orioles, regresando a la Liga Nacional con Philadelphia Phillies, San Diego Padres y terminaría su carrera en las Ligas Mayores con St. Louis Cardinals. Se retiró después de la temporada 1997. En el 2003 regresó a los Dodgers como comentarista. En el 2015 obtuvo la ciudadanía estadounidense.
Fue dueño, junto con otros inversionistas de Yucatán, de los Tigres de Quintana Roo, equipo de la Liga Mexicana de Béisbol (LMB) Triple A desde 2017 con sede en Cancún.

## Infancia
Fernando Valenzuela nació en Etchohuaquila, un pequeño pueblo del municipio de Navojoa, Sonora, México, es el menor de una familia de 12 hermanos. Su padre, Avelino Valenzuela, y su madre, Hermenegilda Anguamea, vivían de sus labores como campesinos, en una vida de recursos económicos escasos. Su acta de nacimiento mostraba la fecha del 1° de noviembre de 1960, pero durante su temporada de novato, varios periodistas cuestionaban su edad, ya que parecía de mayor edad que los 20 años que tenía.[cita requerida]
En área rural y marginada, las únicas aficiones o actividades recreativas eran deportivas, el béisbol era el deporte favorito de la comunidad, por lo que la mayoría de los niños y jóvenes lo practicaban. Fernando empezó a destacar como jugador, desempeñándose en diferentes posiciones, regularmente como jardinero derecho. En cierto juego en el que su equipo iba perdiendo con demasiada desventaja, solicitó jugar en la posición de lanzador, destacando de forma extraordinaria, por lo que a partir de ese juego fue designado como lanzador oficial.[cita requerida]
Cuando tenía 17 años, participó en un juego de estrellas representando a Ciudad Obregón, y ganó el premio del Jugador Más Valioso.[cita requerida]

## Carrera profesional en México

### Liga Mexicana del Pacífico
A los 17 años, en 1977, comenzó su carrera profesional en el béisbol cuando fue contratado como jugador profesional con los Mayos de Navojoa, de la Liga Mexicana del Pacífico, después de un Torneo Nacional de Primera Fuerza celebrado en La Paz, B.C.S. y enviado al equipo de Guanajuato de la Liga Central Mexicana de Béisbol.
En la temporada 81-82 volvió con Mayos, donde tiró un juego sin hit ni carrera contra los Tomateros.
Jugó en 1982 para los Naranjeros de Hermosillo, en la Serie del Caribe, para 17 ponches y un 14-0. Volvió con ellos en la serie 2001. En 1993 volvió a la Serie del Caribe, como refuerzo de los Venados de Mazatlán.
Las tres últimas temporadas (2004-2005, 2005-2006 y 2006-2007) lo hizo para Los Águilas de Mexicali. El 29 de junio de 2004 anunció que quería regresar al montículo en la Liga Mexicana del Pacífico. En el mes de octubre, con 44 años, lanzó otra vez en la Liga Mexicana del Pacífico durante la temporada 2005-2006. El 20 de diciembre de 2006 en Mexicali, Baja California, fue el pitcher abridor de Los Águilas de Mexicali en el último juego profesional de su carrera.

### Liga Central

#### Cafeteros de Tepic
Su primer equipo y contrato profesional fue con los Cafeteros de Tepic en la Liga Invernal del Noroeste y debutó en el parque Gilberto Flores Muñoz en 1977, en un juego de Pureros de Compostela contra Cafeteros de Tepic, equipo de Martin Lizárraga García.

#### Tuzos de Silao
Al destacar notablemente en su equipo, Fernando llamó la atención del equipo Tuzos de Silao, el cual le ofreció su primer contrato profesional por 250 dólares, el cual jugaba en la Liga Central de México. En su primera temporada tuvo un récord de 5 ganados y 6 perdidos, con un promedio de carreras limpias de 2.23. Al año siguiente, la Liga Central fue absorbida dentro de la expansión de la Liga Mexicana de Béisbol, y automáticamente Fernando elevó su nivel a triple A a la edad de 18 años.[cita requerida]

### Liga Mexicana de Beisbol

#### Ángeles de Puebla
En 1979 después de su destacada temporada en los Tuzos de Silao, Fernando es contratado por los Ángeles de Puebla, pero debido a la cantidad de figuras que tenía en su cuerpo de pitcheo, lo envió en calidad de préstamo a los Leones de Yucatán, los donde ganó el título de novato del año, con un récord de 10-12 y 2.49 de ERA, 141 ponches en 26 aperturas.

#### Leones de Yucatán
En su primera temporada con los Leones, Fernando alcanzó un récord de 10 ganados y 12 perdidos, con un promedio de carreras limpias de 2.49 y 141 ponchados jugando en un equipo muy limitado, y en esa temporada en las últimas posiciones, Fernando se ganó el respeto de sus compañeros y rivales, destacando por mucho por sus lanzamientos, sobre todo cuando se enfrentó a equipos más fuertes de la Liga Mexicana, a pesar de todas las limitaciones del equipo en donde estaba. Varios equipos de las Ligas Mayores enviaron scouts (buscadores de talento) en ese tiempo. Llamó la atención del scout cubano "Corito" Varona, quien no dudó en recomendarlo con el cazatalentos de Los Angeles Dodgers, el cubano-estadounidense Mike Brito, el cual fue a México a evaluar a un shorstop llamado Ali Uscanga. Valenzuela estaba lanzando en ese juego y lanzó contra Uscanga tres bolas que fueron tres strikes, retirando ponchado al bateador. Brito comentaría más tarde: "Olvidé todo acerca del shortstop" y me dediqué el resto del juego a evaluar el desempeño de este pitcher zurdo, enviando los informes a la gerencia de los Dodgers. Finalmente, Dodgers apostó por el joven pitcher zurdo, y compró su contrato a la Liga el 6 de julio de 1979 por 120,000 dólares. Y fue unos meses después, en septiembre de 1979, cuando el diario Los Angeles Times resaltó por primera vez las cualidades de Valenzuela, quien aún lanzaba para los Leones de Yucatán, describiendo al jugador: "No tira duro, pero su mecánica es suave –un diario local la comparó con la de Warren Spahn- y tiene una curva devastadora".

#### Charros de Jalisco
Valenzuela lanzó regularmente para los Charros de Jalisco en 1992, para 11 victorias y 10 derrotas.

## Grandes Ligas

### Mudanza a la organización de Los Angeles Dodgers
Después de adquirir a Valenzuela en el verano de 1979, los Dodgers lo enviaron a Lodi Dodgers de la Liga de California con nivel A elevado, donde tuvo récord de 1-2 y un promedio de carreras limpias de 1.13 en acción limitada. Es ahí donde Fernando Valenzuela aprendería a lanzar el pitcheo que le daría fama y gloria: el screwball. Fue el lanzador méxico-americano, Roberto “Babo” Castillo, quien le enseñó el pitcheo a finales de 1979, cuando Valenzuela fue enviado a la Liga Instruccional de Arizona, luego de terminar su compromiso en clase A.
Ese año, Valenzuela fue promovido a Doble A con el equipo San Antonio Dodgers. Ahí fue líder en la Liga de Texas con 162 ponchados y un récord de 13 ganados y 9 perdidos y un promedio de carreras limpias de 3.10. De ahí pasó a la principal sucursal de Triple AAA: Albuquerque, de donde llegó al primer equipo a finales de la temporada en 1980.
Llamado al bullpen de los Dodgers en septiembre de 1980 en el último mes de la temporada, ayudó a los Dodgers a empatar la División del Oeste con Houston Astros, lanzando 172/3 innings en labores de relevo en diez juegos, donde tuvo récord de 2 juegos ganados y un salvamento. Los Dodgers perdieron un juego de play-off y el campeonato de la división ante los Astros.

### Grandes Ligas (MLB) con Los Angeles Dodgers
Para el inicio de la temporada de 1981, Tommy Lasorda, mánager de los Dodgers, tenía graves problemas con sus lanzadores abridores, ya que se había quedado corto por las lesiones en el campo de entrenamiento, previo al inicio de la temporada, por lo que Fernando fue llamado al equipo principal y colocado en la lista de activos, y quedó como lanzador del tercer juego.
El 9 de abril de 1981, en el juego inaugural de la temporada, el principal abridor de los Dodgers, Jerry Reuss, se lesionó de la pantorrilla horas antes del inicio del juego, por lo que Tommy Lasorda, en un acto de desesperación y confianza, minutos antes del inicio del juego, decidió enviar a Fernando como lanzador oficial del juego inaugural. Conforme empezó el partido, poco a poco se fue adueñando con su labor en el montículo del partido. A la mitad del 5° inning, el público asistente y los comentaristas de radio y de TV en el Dodger Stadium comenzaban a preguntar "Who is? Who is?" (¿Quién es? ¿quién es?), ya que estaba dominando de manera impresionante al equipo rival y con ventaja de una carrera a cero hasta que en la parte baja de la séptima entrada Mike Scioscia dio jonrón para dejar el partido dos a cero a favor de los Dodgers.
Aquel día Fernando tiró un juego completo, blanqueó al equipo contrario y ganaron los Dodgers por 2 carreras a cero a Houston Astros, en ese momento en la Liga Nacional y haciendo batería con el cácher (Mike Scioscia) Y así empezaba la exitosa racha de triunfos.

### Fernandomanía
Tal como se expuso antes, en 1981 Valenzuela fue llamado para lanzar el juego de inauguración como novato, después de que Jerry Reuss, el nominado para abrir la temporada, se lesionó la pantorrilla 24 horas antes del juego y Burt Hooton no estaba aún listo para lanzar. Valenzuela ganó a Houston Astros por blanqueada de 2 carreras a cero. Inició la temporada con récord de 8-0 con cinco blanqueadas y un promedio de carreras limpias de 0.50. Puntuando en este dominio en el montículo, hacía algo inusual, extravagante al viento (mirando hacia el cielo justo en el ápice de cada lanzamiento), que llamó la atención. Esto fue un hábito que desarrolló de manera espontánea, algo no usual, hasta que se unió a los Dodgers.[cita requerida]
En ese instante fue ícono, con grandes multitudes de la comunidad latina de Los Ángeles cada vez que él lanzaba, provocando un alta demanda de atención a través del país para su cartas de novato del béisbol. La manía que rodeó a Valenzuela fue conocida como "Fernandomanía"- Durante la rutina de calentamiento en el Dodger Stadium, el sistema de sonido del estadio tocaba la canción hit del grupo sueco ABBA de 1976 llamada "Fernando". Fue el primer jugador en ganar el premio de Novato del Año y el premio Cy Young que se otorga al mejor pitcher de la temporada, siendo líder en la Liga Nacional en ponchados. Los Dodgers ganaron la Serie Mundial ante los Yankees de Nueva York en esa temporada.[cita requerida]
El furor por Fernando Valenzuela en 1981 alcanzó su punto máximo en junio de ese año, cuando Fernando recibió amenazas de muerte. Una llamada telefónica había puesto en alerta a la policía en San Luis, donde los Dodgers estaban de visita y el Toro tuvo que ser evacuado por una salida de emergencia del estadio y escoltado por agentes de la FBI. La amenaza no pasó a mayores, pero da cuenta de la cantidad de atención que recibía Valenzuela.
Valenzuela fue menos dominante después de la huelga de 1981 en donde se perdió un tercio de la campaña, pero el lanzador zurdo finalizó con récord de 13-7 y un porcentaje de carreras limpias de 2.48. Fue líder de todos los lanzadores en juegos completos con 11, blanqueadas con 8 y con innings lanzados con 192.1 y 180 ponchados. En la postemporada, fue el pitcher más joven en iniciar el primer juego de una serie y lanzar completo el juego 3 de la Serie Mundial de 1981 contra New York Yankees. En total tuvo un récord de postemporada de 3 ganados y uno perdido, ayudando a los Dodgers a su primer Campeonato Mundial desde 1965, cuando derrotaron a los Mellizos de Minnesota.[cita requerida]
Además de sus habilidades en el montículo, también demostró buenas habilidades ofensivas, más que muchos pitchers. Durante su temporada de novato, bateó .250 y fue ponchado solo en nueve ocasiones en 64 turnos al bate. Recibió el premio del bate de plata, otorgado por la Liga Nacional al mejor pitcher bateador.[cita requerida]

### "El Toro"
Seguido al debut no programado, Valenzuela fue apodado "El Toro" por los aficionados, establecido por un número de años como un caballo de batalla y uno de los mejores lanzadores de la Liga. Tuvo su mejor temporada en 1986, cuando finalizó con récord de 21-11 y un promedio de carreras limpias de 3.14 siendo líder en juegos ganados, juegos completos y en innings lanzados. Perdió su segundo Cy Young como mejor pitcher en la votación ante Mike Scott, pitcher de los Astros.[cita requerida]
En 1986 hizo historia en el Juego de Estrellas de 1986, cuando ponchó en forma consecutiva a cinco bateadores de la Liga Americana, empatando el récord de un lanzador zurdo que también utilizaba el screwball para lanzar, Carl Hubbell, en 1934.[cita requerida]
En 1987 su efectividad declinó. Tuvo récord de 14-14 y un promedio de carreras limpias de 3.98. En 1988, año en el que los Dodgers ganaron la Serie Mundial, ganó solo cinco juegos y se perdió el resto de la temporada por lesión en su brazo de lanzar. Mejoró ligeramente en la temporada 1989 y tuvo un récord de 10-13 y en la temporada de 1990 13-13. Tuvo su gran momento estelar cuando lanzó su único juego sin hit ni carrera contra los Cardenales de St. Louis ganando 6-0 solo horas después de que el pitcher de los Atléticos de Oakland, Dave Stewart lo había conseguido contra los Azulejos de Toronto. Nunca antes en la historia del béisbol en las Ligas Mayores y hasta el momento actual se han realizado dos juegos sin hit ni carrera. Su compañero de equipo, el cácher Mike Scioscia, comentaría: "Solo vi un juego sin hit ni carrera por TV y ahora tu verás uno en persona".[cita requerida]
En el inicio de su carrera en las Ligas Mayores, Valenzuela tenía problemas para comunicarse con sus cácheres porque hablaba muy poco inglés. Mike Scioscia, después de ser llamado como un novato, hizo el esfuerzo de aprender español y posteriormente sería el "cácher personal" con los Dodgers antes de ser el cácher de tiempo completo.[cita requerida]

### Después de los Dodgers
Después de tener un pitcheo ineficaz en el entrenamiento de primavera en 1991, fue liberado por los Dodgers. Al momento de su liberación, varios líderes de los Dodgers, entre ellos Tommy Lasorda, Fred Claire y Peter O'Malley, alabaron a Valenzuela por haber creado excitantes recuerdos por varias temporadas y mencionaron que había sido una decisión muy difícil para liberarlo.[cita requerida]
Un intento abortado de regreso con los Ángeles de California no tuvo éxito ese verano. Firmó con los Tigres de Detroit en la primavera de 1992, pero nunca jugó para el equipo. Luego tuvo un breve regreso en 1993 con los Orioles de Baltimore.
Brincando entre las Grandes Ligas y México por las siguientes pocas temporadas, tuvo un sólido regreso a las ligas mayores, jugó en los Philadelphia Phillies en 1994 donde tuvo el récórd de 1-2 y posteriormente en la temporada de 1995 con los Padres de San Diego, donde obtuvo un récord de 13-8 y un promedio de carreras limpias de 3.62 y se retiró un año después con un récord final de 173-153 y un promedio de 3.54 en carreras limpias como miembro de St. Louis Cardinals. Los pájaros rojos serían su último equipo en las Ligas Mayores. Los Angeles Dodgers lo invitaron al entrenamiento de primavera en 1999, pero rechazó el ofrecimiento.[cita requerida]

### Bateo
Valenzuela fue considerado atípicamente un buen bateador para ser pitcher. Su mejor año en el plato fue en 1990, su último año con los Dodgers cuando bateó .304 con cinco dobles, un jonrón y 11 carreras impulsadas en 69 turnos al bate. Tuvo un OPS de 101, colocando a Valenzuela justo arriba en porcentaje entre todos los bateadores de la Liga Nacional en ese año. En 966 veces al bat en su carrera, - aproximadamente dos temporadas completas de un bateador a tiempo completo - tuvo un promedio de bateo de .200 con 10 jonrones, 26 dobles y 84 carreras impulsadas. Fue utilizado en ocasiones como bateador emergente por el pitcher, bateando .368 (de 19-7) en tales situaciones. Dos veces estando con los Dodgers, fue llamado para jugar los jardines y la primera base en un juego maratónico de extra-innings en el cual no lanzó. Ganó el premio bate de plata que es solo para pitchers en 1981 y 1983.[cita requerida]

## El beisbol después de ser jugador
En el 2003, regresó a la organización de los Dodgers como comentarista de radio en español para los juegos de la Liga Nacional división Oeste, uniéndose con Jaime Jarrin y Pepe Yñiguez, ambos comentaristas de radio en español.
En el 2015 fue contratado como comentarista en español para SportsNet LA.[cita requerida]
Valenzuela fue parte del equipo de managers de la Selección de México en el Clásico Mundial de Béisbol en el 2006, 2009 y 2013.
Compró el equipo y operó el equipo ícono mexicano los Tigres de Quintana Roo, antes Tigres Capitalinos, de la Liga Mexicana de Verano en 2017.[cita requerida]

## Reconocimientos
- Premio Novato del año 1981
- Premio Cy Young en 1981, como el mejor lanzador de la Liga Nacional.
- Campeón junto con su equipo, la serie mundial 1981 contra Yanquis de Nueva York.
- Más blanqueadas 6, 1981
- Más juegos ganados con 21, en 1986.
- Guante de Oro 1986.
- Participó en 6 juegos de estrellas.
- Más ponches en Juego de Estrellas al ponchar a 5 bateadores seguidos de la Liga Americana (4 de ellos cuartos bates).
- 3 Bats de plata (1981, 1986,1989)
- Líder en N.L. con Más Juegos Completos en una Temporada: 1981 (11), 1986 (20) y 1987 (12)
- Más aficionados ingresados a los partidos de béisbol durante 10 años de carrera.
- Pitcher nacido en México con más victorias en Grandes Ligas con 173 y 2074 ponches.[18]

- El 23 de agosto de 2003, ingresó al Hispanic Heritage Baseball Museum Hall of Fame (Museo del Salón de la Fama de la Herencia Hispana del Béisbol), previo al juego en el campo de ceremonias en el Dodger Stadium.
- En el 2005, fue nominado como uno de los tres pitchers abridores del Equipo Latino de Leyendas de las Ligas Mayores.[cita requerida]
- El 26 de octubre de 2010, ESPN proyectó un documental desde la llegada de Valenzuela al equipo de los Dodgers, titulado "Nación Fernando" como una parte de sus 30 documentales.
- Fue exaltado al Salón de la Fama del Beisbol Latino con sede en la República Dominicana.
- En el 2013 fue ingresado al Salón de la Fama del Béisbol del Caribe, con sede en Puerto Rico.
- En el 2014, fue elegido para el Salón de la Fama del Béisbol Profesional de México.
- El 4 de diciembre de 2018, fue incluido en el Salón de la Fama de California.[19]
- El 4 de febrero de 2023, los Dodgers anunciaron el retiro de su mítico número 34.[20] Sin embargo el antecedente fue que el mánager de la casa club de los Dodgers, Mitch Poole tuvo el gesto no oficial de retirar el uniforme con el número 34 que utilizó Valenzuela con los Dodgers por respeto a su carrera.
- El 7 de febrero del 2023, al Estadio Sonora de Hermosillo y sede de los Naranjeros se le asignó el nombre de Estadio Fernando Valenzuela.

## Vida personal

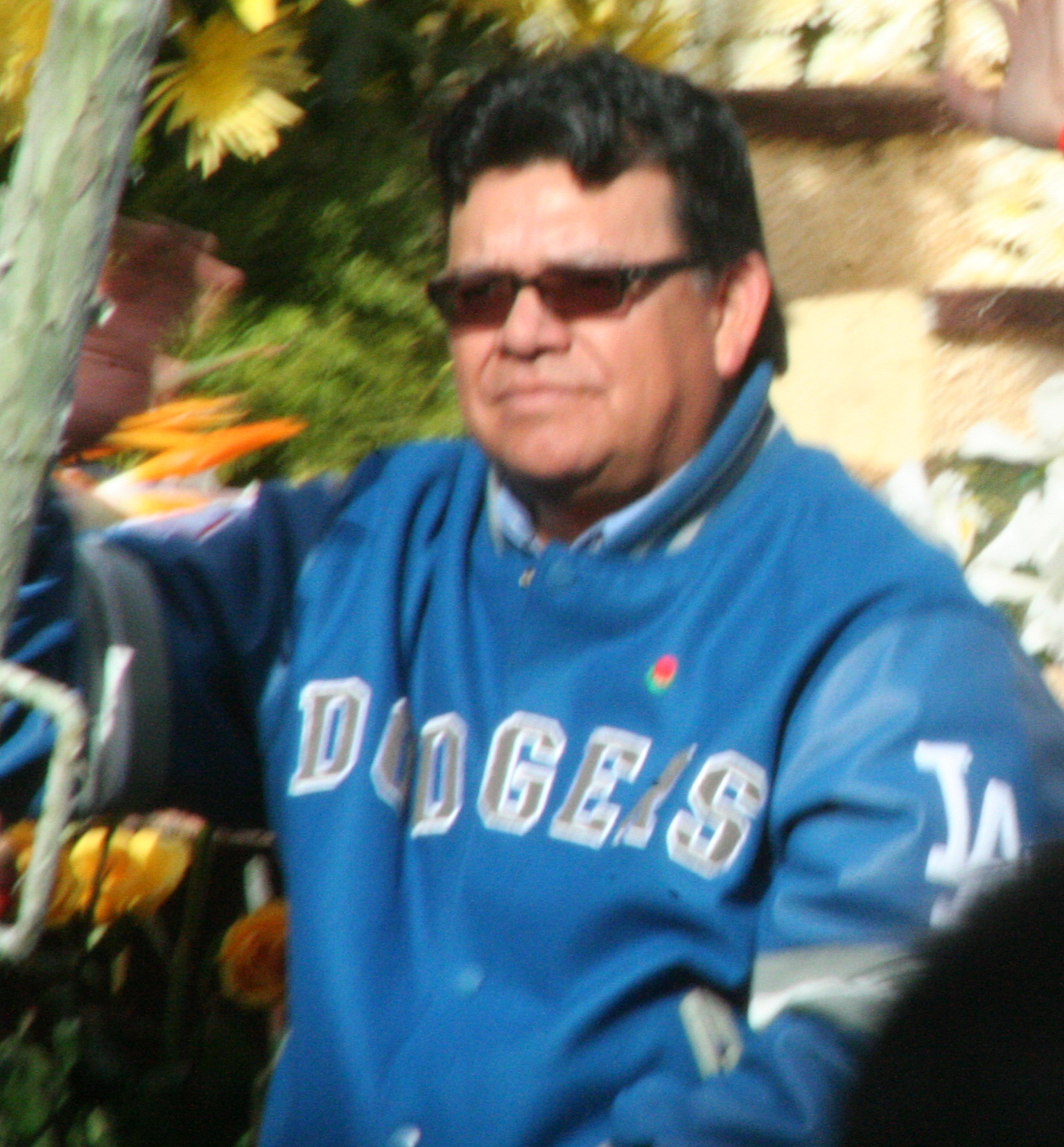
Fernando Valenzuela, en 2007.

En 1981, Valenzuela se casó con Linda Burgos, una maestra de escuela de Yucatán, México. Al principio de su carrera, viajaba con su familia en el receso de las temporadas entre las ciudades mexicanas de Etchohuaquila, Sonora, y Mérida, Yucatán. La pareja tuvo cuatro hijos. Uno de sus hijos, Fernando Jr. "El Torito", jugó en los Padres de San Diego y los Medias Blancas de Chicago como primera base. Desde 2006, juega en las ligas menores de béisbol en México o en ligas independientes.[cita requerida]
Valenzuela obtuvo la ciudadanía estadounidense el 22 de julio de 2015, en una ceremonia realizada en el Ayuntamiento de Los Ángeles. Participó en dos desfiles de las Rosas: en 1983, a bordo del flotador del gobierno de México, y en 2008, a bordo del flotador de Los Angeles Dodgers.[cita requerida]
El 30 de septiembre de 2024 fue hospitalizado en Los Ángeles California. Falleció el 22 de octubre de 2024 en el hospital UCLA en Los Ángeles, California, tras estar 3 semanas internado.

## Anécdotas
- El día del juego inaugural de la temporada 1981, Tommy Lasorda le pregunta a Fernando Valenzuela si podía tirar en el juego y este le contesta: "...Eso es lo que estaba buscando", entonces Lasorda le entrega la pelota a Fernando y le dice "...Ten toma la pelota y haz lo que puedas".

- En su primera temporada causó gran sensación, volviéndose un fenómeno entre la afición latina y anglosajona, su poder de atracción consistía en su gran carisma y en su peculiar forma de realizar los lanzamientos hacia home, es decir, a su forma como miraba hacia arriba, por lo que varias veces los jugadores contrarios alegaban al umpire que tenía notas o alguna sustancia que hacia que los lanzamientos hicieran efecto en la pelota, siendo Fernando un especialista en el lanzamiento llamado de "Tirabuzon", por lo que se detenia el juego y los oficiales le revisaban la visera de la gorra. Nunca le encontraron sustancia alguna.

- El 29 de junio de 1990, Fernando lanzó el primer juego sin hit, ni carrera, para un lanzador mexicano, pero horas antes del inicio del juego Dave Stewart logra un juego sin hit ni carrera; Fernando estaba preparándose para lanzar, realizando tiros de calentamiento y cuando le comunican que Dave había concluido con la hazaña les comenta, en tono de broma:"... Bueno ya vieron un juego sin hit ni carreras por televisión... ahora verán uno en vivo", esa fue la única noche donde hubieron dos juegos si hit ni carrera para un pitcher.[21]

## Dueño del equipo Tigres de Quintana Roo
Tras la desvinculación de los Tigres de Quintana Roo, equipo de la Liga Mexicana de Béisbol en 2017 y su posible extinción de un equipo lleno de tradición, Valenzuela y un grupo de empresarios yucatecos compran el equipo al empresario Alejo Peralta hijo, mismo que se quedaría en el destino turístico Cancún, Quintana Roo, México.[cita requerida]